# Procellosaurinus
Procellosaurinus – rodzaj jaszczurek z rodziny okularkowatych (Gymnophthalmidae).

## Zasięg występowania
Rodzaj obejmuje gatunki występujące endemicznie w Brazylii. 

## Systematyka

### Etymologia
Procellosaurinus: łac. procella „burza, wichura”; gr. σαυρος sauros „jaszczurka”.

### Podział systematyczny
Do rodzaju należą następujące gatunki: 
- Procellosaurinus erythrocercus
- Procellosaurinus tetradactylus